# 捷克葡萄酒

South Moravian Region CoA CZ

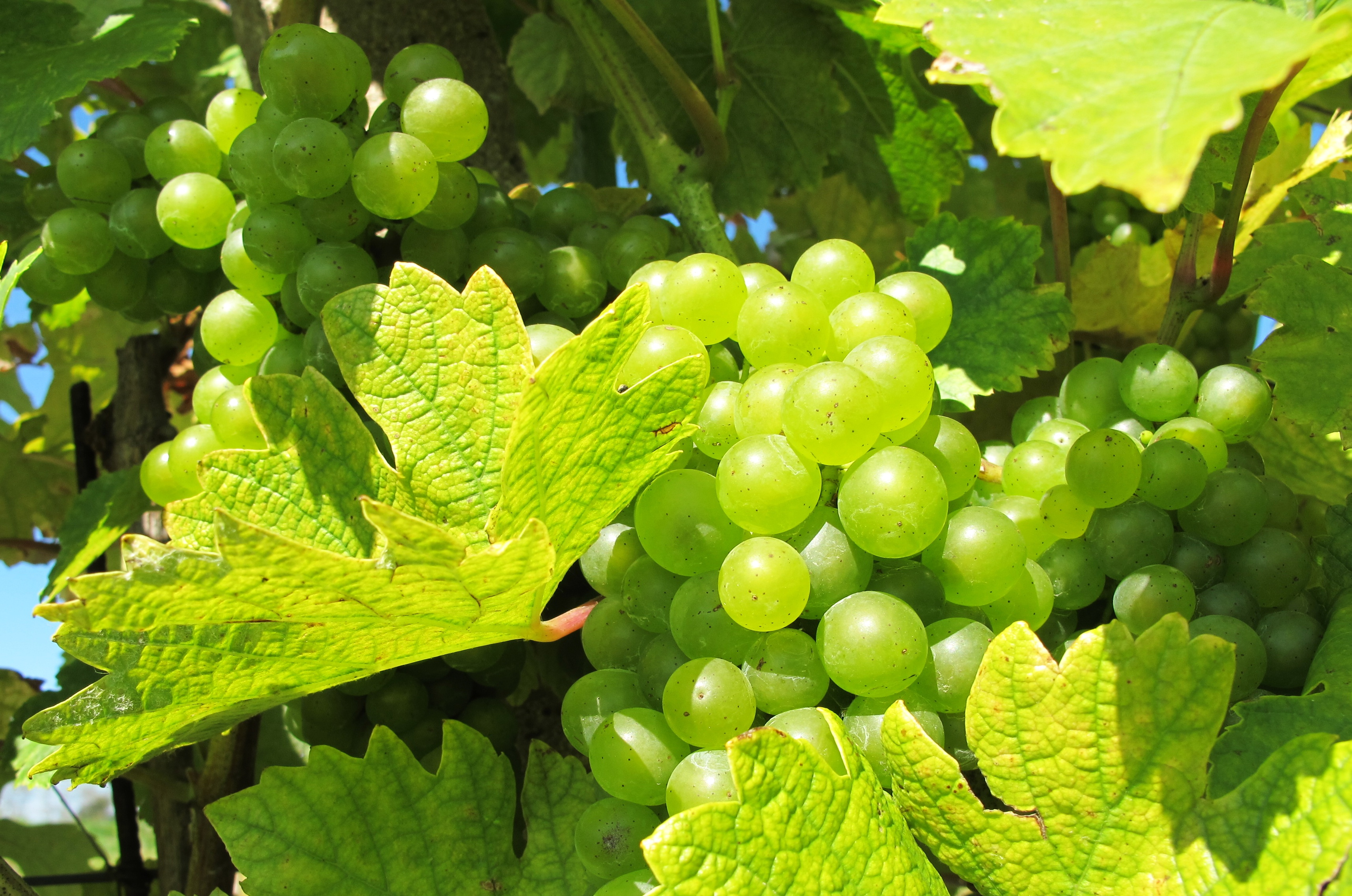
Grapes between Klentnice and Pavlov, Břeclav District

雖然在波希米亞地區也有一些葡萄酒生產，但捷克大部分葡萄酒都生產在摩拉維亞南部地區，因此捷克葡萄酒更常被稱為摩拉維亞葡萄酒。摩拉維亞佔捷克葡萄酒總產量的約96%。捷克葡萄酒的歷史可以追溯至2世紀羅馬帝國統治時期。

## 地區
捷克葡萄酒法（2004年）定義了兩個葡萄酒產區（捷克語:Vinařská oblast)。摩拉維亞（Vinařskáoblast Morava）和波西米亞（VinařskáoblastČechy）。